# Enjoy Your Rabbit
Enjoy Your Rabbit es un álbum de música electrónica de Sufjan Stevens publicado en 2001. Es un ciclo de canciones basadas en los animales del Zodíaco chino.

## Listado de temas
1. "Year of the Asthmatic Cat"
2. "Year of the Monkey"
3. "Year of the Rat"
4. "Year of the Ox"
5. "Year of the Boar"
6. "Year of the Tiger"
7. "Year of the Snake"
8. "Year of the Sheep"
9. "Year of the Rooster"
10. "Year of the Dragon"
11. "Enjoy Your Rabbit"
12. "Year of the Dog"
13. "Year of the Horse"
14. "Year of Our Lord"

- Datos: Q1765886